# Impasse de Mont-Louis
L'impasse de Mont-Louis est une voie située dans le quartier de la Roquette du 11e arrondissement de Paris.

## Situation et accès
L'impasse de Mont-Louis est desservie à proximité par la ligne 2 à la station Philippe Auguste.

## Origine du nom
Cette voie tient son nom de sa proximité avec la rue de Mont-Louis parce qu'elle est placée près de Mont-Louis, l'ancienne maison de plaisance du père Lachaise, confesseur de Louis XIV, qui avait fait bâtir pour lui cette belle propriété, dont l'enclos et la maison furent affectés en 1804 au cimetière de l'Est.

## Historique
Cette voie en impasse ouverte vers 1889 sous sa dénomination actuelle.